# PRELID1
PRELID1 (англ. PRELI domain containing 1) – білок, який кодується однойменним геном, розташованим у людей на 5-й хромосомі. Довжина поліпептидного ланцюга білка становить 219 амінокислот, а молекулярна маса — 25 181.
| 10         |  | 20         |  | 30         |  | 40         |  | 50         |
| ---------- |  | ---------- |  | ---------- |  | ---------- |  | ---------- |
| MVKYFLGQSV |  | LRSSWDQVFA |  | AFWQRYPNPY |  | SKHVLTEDIV |  | HREVTPDQKL |
| LSRRLLTKTN |  | RMPRWAERLF |  | PANVAHSVYV |  | LEDSIVDPQN |  | QTMTTFTWNI |
| NHARLMVVEE |  | RCVYCVNSDN |  | SGWTEIRREA |  | WVSSSLFGVS |  | RAVQEFGLAR |
| FKSNVTKTMK |  | GFEYILAKLQ |  | GEAPSKTLVE |  | TAKEAKEKAK |  | ETALAATEKA |
| KDLASKAATK |  | KQQQQQQFV  |  |            |  |            |  |            |

A: Аланін

C: Цистеїн

D: Аспарагінова кислота

E: Глутамінова кислота

F: Фенілаланін

G: Гліцин

H: Гістидин

I: Ізолейцин

K: Лізин

L: Лейцин

M: Метіонін

N: Аспарагін

P: Пролін

Q: Глутамін

R: Аргінін

S: Серин

T: Треонін

V: Валін

W: Триптофан

Задіяний у таких біологічних процесах, як апоптоз, транспорт, транспорт ліпідів, альтернативний сплайсинг. 
Локалізований у мітохондрії.